# وزارة الشباب والرياضة (تونس)
وزارة الشباب والرياضة هي وزارة تونسية مكلفة بالإشراف على ميدان الرياضة في تونس.

## المهام
مكلفة حسب الأمر عدد 1842 لسنة 2005 المؤرخ في 27 يونيو 2005 ب:
- إعداد مخططات التنمية المتعلقة بالشباب والرياضة والأنشطة البدنية والرياضية ووضع البرامج المناسبة للنهوض برياضة النخبة والسهر على الارتقاء بالرياضيين فنيا وتقنيا وعلميا.
- تطوير الأنشطة البدنية والرياضية ونشر الثقافة والتربية الأولمبية.
- رصد التطورات الوطنية والعالمية في مجال الشباب والرياضة وانعكاساتها على القطاعين.
- تنظيم الاستشارات الوطنية حول الشباب والرياضة.
- توفير الموارد البشرية والمادية والمالية التي تؤمن وظائف التدريس والتكوين والتأطير والتسيير والتقييم وسائر الوسائل التي يستوجبها حسن سير المؤسسات والهياكل الراجعة بالنظر إلى وزارة الشباب والرياضة والتربية البدنية.
- توفير التجهيزات والاعتمادات اللازمة للشباب والرياضة وإحكام استغلالها.
- متابعة إنجاز برامج إعداد رياضيي النخبة بالتنسيق مع الجامعات الرياضية.
- إحكام توزيع الموارد البيداغوجية وحسن توظيفها.
- دراسة ومتابعة المسائل ذات الصبغة القانونية وإعداد النصوص التشريعية والترتيبية المتعلقة بالقطاع الشبابي والرياضي.
- إعداد برامج تدريس مادة التربية البدنية والأنشطة الرياضية بمؤسسات التعليم الأساسي والثانوي والعالي العمومية والخاصة، والسهر على تنفيذها.
- تشجيع الاستثمار الخاص في مجالات التنشيط التربوي الاجتماعي الثقافي ومجال الرياضة.
- مساعدة الجامعات والرابطات والجمعيات الرياضية على تحسين أدائها.
- تأمين الخدمات الطبية والمتابعة العلمية للرياضيين.
- الإشراف على المعاهد العليا للتكوين في التربية البدنية ومهن الرياضة وكذلك المؤسسات والهياكل الراجعة بالنظر إلى الوزارة.
- تطوير التكوين والبحث العلمي في الطب وعلوم الرياضة.
- تنظيم التقييمات الوطنية الدورية لمكتسبات الرياضيين ولمختلف الهياكل الرياضية والموارد البشرية المتدخلة في المجال الرياضي والقيام بالتعديلات الهيكلية والتشريعية اللازمة.
- إعداد مشاريع التعاون الدولي في مجال الأنشطة الشبابية والرياضية والتربية البدنية والسهر على تنفيذها وتقييم نتائجها.
- تطوير العلاقات مع الهيآت الدولية والإقليمية التي تعنى بالمسائل التي تندرج في إطار مشمولات الوزارة.
- تعمل وزارة الشباب والرياضة والتربية البدنية على تطوير وظيفة الإعلام الرياضي والاتصال بالتعاون مع الهياكل المعنية.
- تمثيل وزارة الشباب والرياضة والتربية البدنية في كل الهيآت الاستشارية وهيئات المراقبة واللجان المشتركة التي لها علاقة بميدان الرياضة والتربية البدنية.
- تنسيق الأنشطة التربوية الاجتماعية الثقافية على الصعيد الوطني مع الهياكل المعنية بالشباب ومتابعتها.
- السهر على المتابعة الفنية البيداغوجية لأنشطة المؤسسات والمنظمات والجمعيات الشبابية.

## الهياكل الراجعة بالنظر
الهياكل الجهوية
- 24 مندوبية جهوية للشباب والرياضة والتربية البدنية (مندوبية بكل ولاية).

المؤسسات العمومية ذات الصبغة الإدارية
- المركز الثقافي والرياضي للشباب بالمنزه السادس
- المركز الوطني للطب وعلوم الرياضة
- مراصد ومراكز للإعلام والتكوين والتوثيق والدراسات (المرصد الوطني للشباب، المرصد الوطني للرياضة)
- الوكالة الوطنية لمكافحة تعاطي المنشطات
- مؤسسات تكوين الإطارات
- المعاهد العليا للرياضة والتربية البدنية (أربعة: معهد الكاف، معهد قصر السعيد، معهد صفاقس، معهد قفصة)
- المركز الوطني لتكوين إطارات الشباب والرياضة والتربية البدنية
- المركب الرياضي ببرج السدرية
- المركب الرياضي الدولي بعين دراهم
- مراكز ألعاب القوى بكل من قفصة وسيدي بوزيد والقيروان ورادس وقبلي وقابس

المؤسسات العمومية ذات الصبغة غير الإدارية
- الحي الوطني الرياضي بالمنزه
- المدينة الرياضية برادس

المنشآت العمومية
- شركة النهوض بالرياضة

مؤسسات أخرى
- دار الجامعات الرياضية بالمنزه
- مركز رياضيي النخبة

## قائمة الوزراء
| الوزير | الوزير               | الحزب | الحزب                                               | الحكومة                                                     | تواريخ العهدة  | تواريخ العهدة  |
| --- | -------------------- | ----- | --------------------------------------------------- | ----------------------------------------------------------- | -------------- | -------------- |
| | عزوز الرباعي         |       | الحزب الحر الدستوري الجديد                          | حكومة الحبيب بورقيبة الأولى حكومة الحبيب بورقيبة الثانية    | 15 أبريل 1956  | 31 ديسمبر 1957 |
| بين ديسمبر 1957 ونوفمبر 1964 كانت تشرف على القطاع إدارة الشباب والرياضة التي كانت تتبع وزارة التربية القومية ثم رئاسة الجمهورية. |                      |       |                                                     |                                                             |                |                |
| | المنذر بن عمار       |       | الحزب الاشتراكي الدستوري                            | حكومة الحبيب بورقيبة الثانية                                | 11 نوفمبر 1964 | 7 نوفمبر 1969  |
| | محمد مزالي           |       | الحزب الاشتراكي الدستوري                            | حكومة الباهي الأدغم                                         | 7 نوفمبر 1969  | 12 يونيو 1970  |
| | الشاذلي العياري      |       | الحزب الاشتراكي الدستوري                            | حكومة الباهي الأدغم                                         | 12 يونيو 1970  | 6 نوفمبر 1970  |
| | الطاهر بلخوجة        |       | الحزب الاشتراكي الدستوري                            | حكومة الهادي نويرة                                          | 6 نوفمبر 1970  | 29 أكتوبر 1971 |
| | أحمد شطورو           |       | الحزب الاشتراكي الدستوري                            | حكومة الهادي نويرة                                          | 29 أكتوبر 1971 | 5 يونيو 1973   |
| | محمد الصياح          |       | الحزب الاشتراكي الدستوري                            | حكومة الهادي نويرة                                          | 5 يونيو 1973   | 30 نوفمبر 1973 |
| | فؤاد المبزع          |       | الحزب الاشتراكي الدستوري                            | حكومة الهادي نويرة                                          | 30 نوفمبر 1973 | 13 سبتمبر 1978 |
| | الهادي الزغل         |       | الحزب الاشتراكي الدستوري                            | حكومة الهادي نويرة حكومة محمد المزالي                       | 13 سبتمبر 1978 | 4 سبتمبر 1980  |
| | محمد كريم            |       | الحزب الاشتراكي الدستوري                            | حكومة محمد المزالي                                          | 4 سبتمبر 1980  | 23 أكتوبر 1985 |
| | الهادي بوريشة        |       | الحزب الاشتراكي الدستوري                            | حكومة محمد المزالي                                          | 23 أكتوبر 1985 | 7 أبريل 1986   |
| | حامد القروي          |       | الحزب الاشتراكي الدستوري                            | حكومة محمد المزالي حكومة رشيد صفر حكومة زين العابدين بن علي | 7 أبريل 1986   | 27 أكتوبر 1987 |
| | فؤاد المبزع          |       | الحزب الاشتراكي الدستوري التجمع الدستوري الديمقراطي | حكومة زين العابدين بن علي حكومة الهادي البكوش               | 27 أكتوبر 1987 | 12 أبريل 1988  |
| | عبد الحميد الشيخ     |       | التجمع الدستوري الديمقراطي                          | حكومة الهادي البكوش                                         | 12 أبريل 1988  | 27 يوليو 1988  |
| | حمودة بن سلامة       |       | مستقل                                               | حكومة الهادي البكوش حكومة حامد القروي                       | 27 يوليو 1988  | 20 فبراير 1991 |
| | محمد سعد             |       | التجمع الدستوري الديمقراطي                          | حكومة حامد القروي                                           | 20 فبراير 1991 | 15 يونيو 1993  |
| | عبد الرحيم الزواري   |       | التجمع الدستوري الديمقراطي                          | حكومة حامد القروي                                           | 15 يونيو 1993  | 22 يناير 1997  |
| | محمد رؤوف النجار     |       | التجمع الدستوري الديمقراطي                          | حكومة حامد القروي حكومة محمد الغنوشي الأولى                 | 22 يناير 1997  | 5 سبتمبر 2002  |
| | عبد الرحيم الزواري   |       | التجمع الدستوري الديمقراطي                          | حكومة محمد الغنوشي الأولى                                   | 5 سبتمبر 2002  | 10 نوفمبر 2004 |
| | عبد الله الكعبي      |       | التجمع الدستوري الديمقراطي                          | حكومة محمد الغنوشي الأولى                                   | 10 نوفمبر 2004 | 29 أغسطس 2008  |
| | سمير العبيدي         |       | التجمع الدستوري الديمقراطي                          | حكومة محمد الغنوشي الأولى                                   | 29 أغسطس 2008  | 29 ديسمبر 2010 |
| | عبد الحميد سلامة     |       | التجمع الدستوري الديمقراطي                          | حكومة محمد الغنوشي الأولى                                   | 29 ديسمبر 2010 | 17 يناير 2011  |
| | محمد علولو           |       | مستقل                                               | حكومة محمد الغنوشي الثانية حكومة الباجي قايد السبسي         | 17 يناير 2011  | 1 يوليو 2011   |
| | سليم شاكر            |       | مستقل                                               | حكومة الباجي قايد السبسي                                    | 1 يوليو 2011   | 24 ديسمبر 2011 |
| | طارق ذياب            |       | مستقل                                               | حكومة حمادي الجبالي حكومة علي العريض                        | 24 ديسمبر 2011 | 29 يناير 2014  |
| | صابر بوعطي           |       | مستقل                                               | حكومة المهدي جمعة                                           | 29 يناير 2014  | 6 فبراير 2015  |
| | ماهر بن ضياء         |       | الاتحاد الوطني الحر                                 | حكومة الحبيب الصيد                                          | 6 فبراير 2015  | 27 أغسطس 2016  |
| | ماجدولين الشارني     |       | نداء تونس                                           | حكومة يوسف الشاهد                                           | 27 أغسطس 2016  | 14 نوفمبر 2018 |
| | سنية بالشيخ          |       | تحيا تونس                                           | حكومة يوسف الشاهد                                           | 14 نوفمبر 2018 | 27 فبراير 2020 |
| | أحمد قعلول           |       | حركة النهضة                                         | حكومة يوسف الشاهد                                           | 27 فبراير 2020 | 15 يوليو 2020  |
| | اسماء السحيري (مؤقت) | مستقل |                                                     | حكومة إلياس الفخفاخ                                         | 15 يوليو 2020  | 2 سبتمبر 2020  |
| | كمال دڨيش            | مستقل |                                                     | حكومة هشام المشيشي                                          | 2 سبتمبر 2020  | 15 فبراير 2021 |
| | سهام العيادي (مؤقت)  | مستقل |                                                     | حكومة هشام المشيشي                                          | 15 فبراير 2021 | 13 سبتمبر 2021 |
| | كمال دڨيش            | مستقل |                                                     | حكومة نجلاء بودن                                            | 11 اكتوبر 2021 | (الآن)         |

## روابط خارجية
- الموقع الرسمي.